# Федерация правообладателей по коллективному управлению авторскими правами при использовании произведений в интерактивном режиме
Федерация правообладателей по коллективному управлению авторскими правами при использовании произведений в интерактивном режиме (НП ФАИР) — некоммерческая организация по коллективному управлению правами авторов и иных правообладателей в Интернете.

## Общая информация
Была создана в 2005 году представителями звукозаписывающих компаний и композиторов для коллективного управления авторскими правами в Интернете. Впоследствии была преобразована в НП «Федерация правообладателей по коллективному управлению авторскими правами при использовании произведений в интерактивном режиме — ЛЕДОКОЛ» (НП ЛЕДОКОЛ). В настоящее время прекратила своё существование, по данным из архива Интернет сайт ФАИР перестал функционировать в 2009 году, в настоящее время домен используется киберсквоттерами.
В число партнёров НП входил ряд звукозаписывающих компаний и правообладателей-частных лиц, включая певцов Трофима, Кая Метова, Юрия Алмазова, продюсера Ивана Шаповалова ряд других авторов и исполнителей.
Так же ФАИР декларировали сотрудничество и взаимное представительство с другой аналогичной организацией — НП «Федерация обладателей смежных прав».

## Резонансные события с участием ФАИР
ФАИР обвинялось представителями правообладателей в том, что оно коллективно управляет правами без заключения договоров, что до 2007 года и не требовалось, в связи содержанием ст. 44-47 закона «Об авторском праве и смежных правах». Тем не менее, поскольку в законе никак не было определёно, кто конкретно из некоммерческих организаций имеет право коллективно управлять авторскими правами, де-факто оказалось, что такое право может присвоить себе любая желающая некоммерческая организация. Это, в свою очередь, привело к тому суды часто игнорировали соответствующие положения Закона об авторском праве и смежных правах и опирались в своих решениях впрямую на ГК РФ.
ФАИР привлекался правообладателями к суду и, в некоторых случаях, эти суды проигрывал.
В 2007 НП ФАИР проиграло в суде лейблу «Стиль Рекордс», который через суд добился удаления из каталога ФАИР песен группы БИ-2. При освещении этого судебного процесса в прессе сообщалось, что на сайте ФАИР в качестве президента организации был указан губернатор Ивановской области Михаил Мень, являющийся автором ряда музыкальных произведений. Однако пресс-служба губернатора опровергла информацию о его президентстве в ФАИР.
В 2007 НП ФАИР выступало в качестве соответчика в судебном процессе, музыкальным лейблом Гала Рекордс, являвшимся правообладателем на произведения певицы Максим. В качестве соответчиков выступали ООО «Флай МПЗ», владевшее порталом mp3search.ru, который торговал в Интернет по лицензии ФАИР и процессинговая компания Chronopay, которая осуществляла прием платежей через интернет для этого портала. Национальная Федерация Производителей Фонограмм (НФПФ) выступила в поддержку этого иска.
В 2008 году НП ФАИР (и впоследствии его правопреемник НП ЛЕДОКОЛ) выступало в качестве соответчика в аналогичном судебном процессе, инициированном российским представительством международного музыкального лейбла BMG с тем же составом соответчиков — ООО «Флай МПЗ», (mp3search.ru) и Chronopay. Предметом судебной претензии были песни певицы Бьянки, права на которые принадлежали BMG. Впоследствии Chronopay был исключён из числа ответчиков, а ФАИР и его лицензиат проиграли процесс.

## Критика
Учитывая, что один из фактических руководителей НП ФАИР Иван Шаповалов. в обоих вышеупомянутых судебных процессах оказывался совладельцем фирмы ответчика-лицензиата ФАИР, со стороны критиков ФАИР раздавались прямые обвинения в пиратстве и в том, что ФАИР служит лишь формальным прикрытием для незаконной схемы работы.
Под эти обвинения вместе с ФАИР попадала и компания Chronopay, аффилированная c ФАИР через то же самое ООО «Флай МПЗ» — вторым совладельцем той же компании числилась Вера Врублевская, жена владельца Chronopay Павла Врублевского.
В 2007 году эта компания, обеспечивавшая процессинг платежей в пользу онлайн-магазина Allofmp3.com, работавшего по лицензии прямого конкурента ФАИР — РОМС, отказала этому сайту и другим лицензиатам РОМС в обслуживании, заявив, что в дальнейшем будет работать только с интернет-магазинами, работающими по лицензиям ФАИР. Мотивом этого было объявлено то, что по ФАИР откликнулась на предложение владельца Chronopay увеличить отчисления в пользу авторов до 50 %, в то время как РОМС сохранил свою ценовую политику неизменной.
Представители РОМС подавали жалобу в прокуратуру на Chronopay и лично на его владельца Павла Врублевского, заявив, что те виновны в монопольном ограничении рынка в пользу ФАИР. При этом само НП ФАИР подвергалось устной критике, но даже не фигурировало в качестве виновной стороны в поданных в прокуратуру документах.

## Закрытие
После того, как 1 января 2008 г. вступила в действие Часть 4 ГК РФ, ликвидировавшая правовую основу для работы ФАИР, представители организации выступали с заявлениями о том, что намерены продолжить работу «в связи с отсутствием подзаконных актов и планами поменять законодательство».
В свою очередь, представители звукозаписывающих лейблов обещали засудить ФАИР и даже возбудить уголовные дела по факту деятельности этой организации.
В конечном итоге, лишившись основной части своего каталога (до вступления в силу Части 4 ГК РФ в него входили все не отказавшиеся от этого прямо правообладатели, а после — только те, с кем у ФАИР были прямые договоры), НП ФАИР прекратило свою работу.